# Plumbotsumita
La plumbotsumita és un mineral de la classe dels silicats. Fou anomenada així per la seva composició, que inclou plom (plumbo) i la seva localitat tipus, al Tsumeb (Namíbia).

## Característiques
La plumbotsumita és un silicat de fórmula química Pb13(CO₃)₆(Si10O27)·3H₂O (originalment la fórmula donada fou: Pb₅Si₄O₈(OH)10). Cristal·litza en el sistema ortoròmbic. La seva duresa a l'escala de Mohs és 2.
Segons la classificació de Nickel-Strunz, la plumbotsumita pertany a «09.HH - Silicats sense classificar, amb Pb» juntament amb els següents minerals: luddenita, creaseyita, macquartita i molibdofil·lita.

## Formació i jaciments
Es forma com a mineral secundari desenvolupat en les zones d'oxidació de complexos metàl·lics associats a galena. S'ha descrit juntament amb minerals com l'alamosita, la melanotequiita i la wulfenita.